# Wleń
Wleń (německy Lähn) patří mezi nejstarší města na území Polska. Město, které je zároveň správním střediskem gminy Wleń, se nachází v okrese Lwówek Śląski v Dolnoslezském vojvodství.

## Geografie
Wleń leží v dolině řeky Bobr na pomezí mezi Jizerskými a Kačavskými horami, zhruba v polovině vzdálenosti mezi městy Jelení Hora a Lwówek Śląski. Gmina Wleň je součástí území chráněné krajinné oblasti Park Krajobrazowy Doliny Bobru. Pět kilometrů směrem na jihozápad od města se nachází Pilchowická přehrada (Jezioro Pilchowickie), která byla na řece Bobru vybudována v roce 1912.

## Původ názvu
V německy, latinsky či polsky psaných historických dokumentech se od 12. století objevují názvy sídla Lenno, Lähn, Lenum, Vlean, Uulan, Yulan, Wlan, Lan, Valan a Welen. V listině z roku 1146 jsou uváděny názvy Wlan nebo Valan. Německý badatel Heinrich Adamy, který v 19. století zpracoval přehled slezských toponym, vysvětloval tento název jako Bollwerk či Wall gegen Böhmen, tj. bašta nebo obranný val proti Čechům. Jméno "Wleń" bylo úředně stanoveno v roce 1946 po vysídlení německého a dosídlení polského obyvatelstva.

## Historie

### Středověk

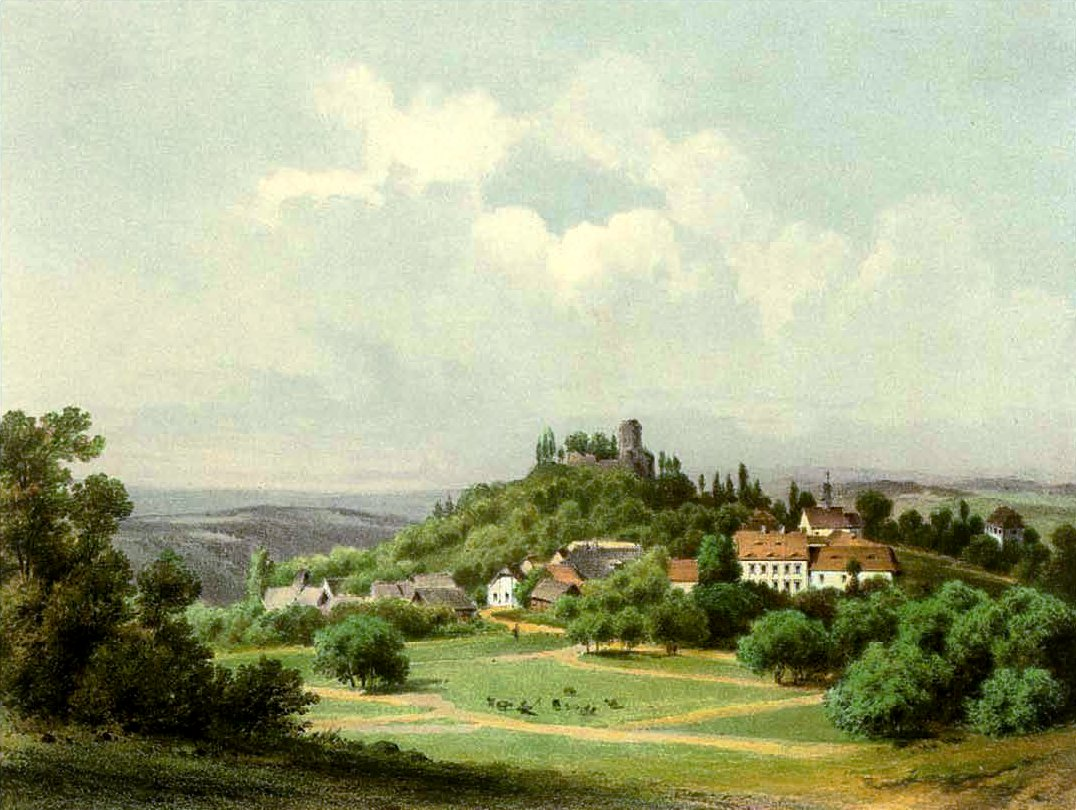
Zřícenina hradu Wleń na obraze z 2. poloviny 19. století

Městská práva udělil Wleni v roce 1214 vratislavský a opolský kníže Jindřich I. Bradatý. V letech 1278 - 1368 město Wleń rostlo a rozvíjelo se. Město získalo řadu výsad a práv - mílové právo, právo trhu se solí a obchodu se suknem, vybírání cla a dokonce právo razit stříbrné a zlaté mince.

### Úpadek města
V pozdějších staletích se těžiště obchodu a řemesel postupně přeneslo do sousedních měst Lwówku Śląského a rychle se rozvíjejícího Hirschbergu (dnes Jelení Hora) a Wleń začala upadat. K úpadku přispěly i četné epidemie, povodně, požáry a válečné události. V roce 1813 během bitvy u řeky Bobr s napoleonskými vojsky bylo město zcela vypáleno. Od 20. století město postupně získalo poklidný a rekreační charakter.

## Památky a zajímavosti

### Historické objekty
- Hrad Wleń (polsky Zamek Wleń, po 2. světové válce Zamek Lenno, Łupki  - Zamek ), lidově Wleňský hrádek (polsky Zamek Wleński Gródek, německy Lehnhaus nebo dříve Hedwigsburg) - kamenný hrad byl vybudován koncem 12. století na místě někdejší dřevěné stavby. Již původní hrad byl roku 1108 povýšen polským knížetem Boleslavem Křivoústým na úroveň kastelánie. V bule papeže Hadriána I. z roku 1155 je hrádek zmiňován jako Castrum Valan. Na počátku 13. století na wleňském hradě často pobýval kníže Jindřich Bradatý se svou manželkou Jadwigou (německy Hedwig von Andechs), která byla později prohlášena za svatou a za patronku Slezska. Z hradu se zachovaly některé části stavby včetně šestiboké, 12 metrů vysoké věže, jejíž průměr je rovněž 12 metrů a mocnost zdí až 3 metry. Zřícenina dominuje přírodní rezervaci Góra Zamkowa (360 m n. m.) na katastru vesnice Łupki, místní části gminy Wleń.[4]Plánek města Wleń

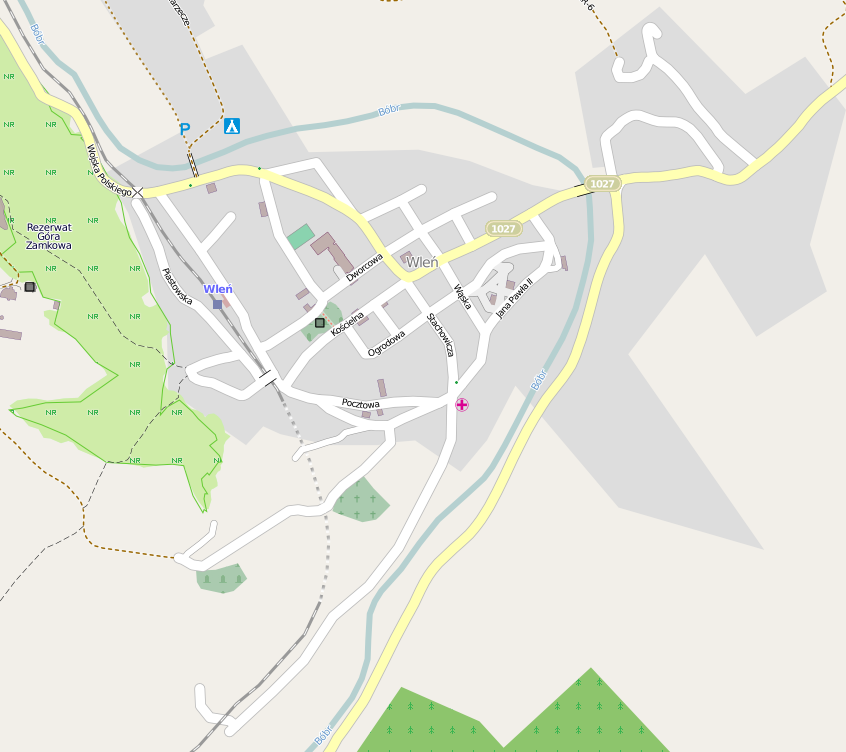
Plánek města Wleń

- Zámek Lenno (Pałac Lenno) - byl vybudován v podhradí wleňského hradu v letech 1653-1662. Nachází se v místní části Wleński Gródek asi 400 metrů vzdušnou čarou směrem na západ od okraje města a železniční zastávky Wleń.
- Zámek ve Wleni - barokní knížecí zámek na pravém břehu řeky Bobr ve městě Wleń.[4] Zámek vybudoval v 16. století místní šlechtický rod Czedliczů.
- Radnice ve Wleni - na místě původní budovy ze 14. století byla postavena nová radnice v 18. století. Radnice zcela shořela při válečných událostech v roce 1813. Tato budova byla znovu postavena v letech 1823 -1824, což připomíná latinský nápis nad vchodem: Post nubila Phocbus-Excinere phoenix 1823-24.
- Kostel svatého Mikuláše ve Wleni - původní kostel svatého Mikuláše byl ve Wleni vybudován z popudu knížete Jindřicha Bradatého a jeho ženy Hedviky (Jadwigy) již v letech 1215 - 1217, věž byla dokončena v roce 1240. V následujících staletích kostel několikrát vyhořel. Nynější římskokatolický farní kostel byl vybudován v novogotickém slohu v letech 1862-1864. U kostela se nachází památkově chráněný katolický hřbitov s náhrobky ze 17. století.

Ve městě Wleń i v okolních 12 obcích, které administrativně přináleží do wleňské gminy, se nachází celá řada dalších památkově chráněních objektů a budov. Kromě kostelů jsou mezi nimi i historické statky a hospodářské budovy a také některé železniční stavby na trati z Jelení Hory do Lwówku Śląského.

### Místní zajímavost
- Socha dívky s holubem - socha dívky s holubem na rameni má připomínat tradici pořádání holubích trhů, jimiž byla Wleń proslulá až do 18. století. Socha, která je součástí kašny na náměstí, byla vytvořena roce 1914 u příležitosti 700. výročí založení města.[1]

## Geologické zajímavosti
Území Wleně a celé wleňské gminy je mimořádně bohaté na četné geologické zajímavosti. Tuto skutečnost připomínají i názvy některých naučných a turistických stezek, jako je "Stezka vyhaslých sopek" (Szlak Wygasłych Wulkanów) nebo celý jeden úsek česko - polské Geotrasy sudetské. Součástí uvedené Geotrasy je v oblasti Wleně celkem šest zastavení: starý lom v údolí Chróśnického potoka u Nielestna, tzv. Melafyrová skála nad portálem železničního tunelu ve Wleni, Bílé skály na svazích hřebene Gniezdo u Wleně, přírodní rezervace Góra Zamkowa v Łupkách, jejíž součástí je mj. i ukázkový výchoz polštářových láv,  dále fragment někdejšího sopečného komína se sloupcovitou odlučností čediče v lokalitě Porwaki u Wleńského Gródku a výchozy kačavských fylitů podél svahů prolomu řeky Bobr severně od Wleně.